# 庫塞清真寺
 庫塞清真寺，又被稱為格雷西克清真寺、碧杜古班清真寺和蘇丹慕扎法沙清真寺，是泰國南部地區的一座清真寺，它的建造可能始於16世紀。現存清真寺的建築風格混合了中東和歐洲的樣式。

## 歷史
庫塞清真寺首次建造時間尚不清楚，不同文獻資料有不同建造日期。根據北大年王國的歷史文獻《北大年史记》，有兩座清真寺是在蘇丹慕扎法沙統治時期建造的。其中一座清真寺建在城鎮廣場旁的城堡正門外，很可能就是現在的庫塞清真寺的位置。 
庫塞清真寺據說建於1578年至1593年阿瑜陀耶王國國王納黎萱大帝統治時期左右，但由於北大年王國的國王與其兄弟之間的權力鬥爭而未完工。 
建造清真寺磚頭來自於大城王朝（阿瑜陀耶王國）後期，建造日期可能為1656至1688年 ，清真寺地基磚塊為陀羅缽地王國時期的風格，然而，這些磚塊可能來自其他地方，並且比清真寺本身更古老。
另一種著名說法為庫塞清真寺由中國明代著名海盜與商人林道乾所建造，他於157 年在北大年建立了貿易基地，並改宗伊斯蘭教，入贅成為北大年蘇丹國國王的女婿，清真寺附近有一座花園葬著林道前的妹妹林姑娘，據說林姑娘死前詛咒正在建造的庫塞清真寺永遠無法完成 ，每次試圖完成這座建築時，清真寺都會遭到閃電襲擊，但沒有實質證據表明該建築曾經遭受過雷擊。
據了解，一座清真寺建於17世紀初。荷蘭海軍雅各布·範內克（Jacob Corneliszoon van Neck）在1603年的一份報告文獻中寫道，當時的北大年主要清真寺「是由中國工人用紅磚建造，非常整齊」。
荷蘭旅行家約翰·紐霍夫（Joan Nieuhof）在17世紀後期的記述中這樣描述北大年的清真寺：
『穆罕默德教堂是一座莊嚴的紅磚建築，內部鍍金非常華麗，柱子上裝飾著圖案。靠近牆的中間是講壇，通體雕刻和鍍金，祭司只能登上四層大台階。』
1785 年北大年蘇丹國被北方暹羅人佔領後，這座清真寺可能成為廢墟，之後北大年的市中心向西遷移至現在的區域。1816年至1832年北大年的統治者 Tuan Sulong 嘗試修復或重建這座清真寺。1935年，這座清真寺被泰國政府指定為歷史古蹟，兩年後進行了小規模整修。在1957年和1982年這兩年再針對建築結構進行修復。

### 庫塞清真寺慘案
2004年4月28日，塔克辛·欽那瓦擔任泰國總理期間，一百多名武裝暴亂分子企圖在當天黎明時分衝擊位於宋卡府、北大年府與惹拉府中的10所警署，一部分暴亂分子退入北大年府中歷史最悠久的庫塞清真寺（Krue Sae Mosque）企圖死守，駐紮在泰國南部的第四軍團包圍了該清真寺，第四軍團長官在對恃長達七個小時之後命令士兵強行沖入寺內，一陣槍林彈雨過後，1名泰國軍人及全部32名武裝暴亂分子均中彈身亡。

## 建築結構
庫塞清真寺由磚砌成，底座寬15.1m，長29.6m，從地板至天花板的高度為6.5m。其柱子接近歐洲西洋建築風格 ，帶有尖拱、拱門和圓拱窗的柱子為歐洲哥德式建築，但也可能是阿拉伯式或波斯式的，建築結構本身並不完整。